# Partecipanti alla Parigi-Tours 2024
Elenco dei partecipanti alla Parigi-Tours 2024.
La Parigi-Tours 2024 è stata la centodiciassettesima edizione della corsa. Alla competizione presero parte 23 squadre: 11 con licenza UCI World Tour 2024, 8 UCI ProTeam e 4 UCI Continental Team.
Partenza con 156 ciclisti accreditati.

## Corridori per squadra
Nota: R ritirato, NP non partito, FT fuori tempo, SQ squalificato
| Israel-Premier Tech     | Israel-Premier Tech     | Israel-Premier Tech     | Groupama-FDJ               | Groupama-FDJ               | Groupama-FDJ               | Uno-X Mobility         | Uno-X Mobility         | Uno-X Mobility         |
| ----------------------- | ----------------------- | ----------------------- | -------------------------- | -------------------------- | -------------------------- | ---------------------- | ---------------------- | ---------------------- |
| N°                      | Ciclista                | Clas.                   | N°                         | Ciclista                   | Clas.                      | N°                     | Ciclista               | Clas.                  |
| 1                       | Riley Sheehan           | 109°                    | 11                         | Valentin Madouas           | 27°                        | 21                     | Magnus Cort Nielsen    | 106°                   |
| 2                       | Pascal Ackermann        | 125°                    | 12                         | Lewis Askey                | 12°                        | 22                     | Daniel Arnes           | 91°                    |
| 3                       | Guillaume Boivin        | 55°                     | 13                         | Kevin Geniets              | 22°                        | 23                     | Stian Fredheim         | 120°                   |
| 4                       | Hugo Hofstetter         | 70°                     | 14                         | Olivier Le Gac             | 101°                       | 24                     | Markus Hoelgaard       | 38°                    |
| 5                       | Jake Stewart            | 79°                     | 15                         | Eddy Le Huitouze           | 59°                        | 25                     | Tobias Johannessen     | 24°                    |
| 6                       | Tom Van Asbroeck        | 8°                      | 16                         | Paul Penhoët               | R                          | 26                     | William Blume Levy     | 44°                    |
| 7                       | Ethan Vernon            | 76°                     | 17                         | Clément Russo              | 46°                        | 27                     | Erik Resell            | 17°                    |
| Alpecin-Deceuninck      | Alpecin-Deceuninck      | Alpecin-Deceuninck      | Team Visma-Lease a Bike    | Team Visma-Lease a Bike    | Team Visma-Lease a Bike    | Lidl-Trek              | Lidl-Trek              | Lidl-Trek              |
| N°                      | Ciclista                | Clas.                   | N°                         | Ciclista                   | Clas.                      | N°                     | Ciclista               | Clas.                  |
| 31                      | Jasper Philipsen        | 3°                      | 41                         | Christophe Laporte         | 1°                         | 51                     | Mads Pedersen          | 49°                    |
| 32                      | Tibor Del Grosso        | 43°                     | 42                         | Edoardo Affini             | 127°                       | 52                     | Tim Declercq           | R                      |
| 33                      | Silvan Dillier          | 68°                     | 43                         | Matthew Brennan            | 36°                        | 53                     | Daan Hoole             | 58°                    |
| 34                      | Søren Kragh Andersen    | 98°                     | 44                         | Per Strand Hagenes         | R                          | 54                     | Alex Kirsch            | 19°                    |
| 35                      | Edward Planckaert       | 97°                     | 45                         | Tosh Van Der Sande         | 51°                        | 55                     | Edward Theuns          | 41°                    |
| 36                      | Jensen Plowright        | R                       | 46                         | Mick van Dijke             | 16°                        | 56                     | Mathias Vacek          | 2°                     |
| 37                      | Sente Sentjens          | 118°                    | 47                         | Julien Vermote             | 60°                        | 57                     | Otto Vergaerde         | R                      |
| Arkéa-B&B Hotels        | Arkéa-B&B Hotels        | Arkéa-B&B Hotels        | Lotto Dstny                | Lotto Dstny                | Lotto Dstny                | Tudor Pro Cycling Team | Tudor Pro Cycling Team | Tudor Pro Cycling Team |
| N°                      | Ciclista                | Clas.                   | N°                         | Ciclista                   | Clas.                      | N°                     | Ciclista               | Clas.                  |
| 61                      | Arnaud Démare           | 52°                     | 71                         | Arnaud De Lie              | 7°                         | 81                     | Matteo Trentin         | 11°                    |
| 62                      | Amaury Capiot           | 31°                     | 72                         | Jenno Berckmoes            | 30°                        | 82                     | Aloïs Charrin          | R                      |
| 63                      | Matis Louvel            | 40°                     | 73                         | Cédric Beullens            | 45°                        | 83                     | Alexander Kamp         | R                      |
| 64                      | Luca Mozzato            | 94°                     | 74                         | Sébastien Grignard         | 64°                        | 84                     | Arthur Kluckers        | 47°                    |
| 65                      | Miles Scotson           | R                       | 75                         | Arjen Livyns               | 29°                        | 85                     | Marius Mayrhofer       | 105°                   |
| 66                      | Florian Sénéchal        | 92°                     | 76                         | Lionel Taminiaux           | 96°                        | 86                     | Juan David Sierra      | 119°                   |
|                         |                         |                         | 77                         | Brent Van Moer             | 107°                       | 87                     | Fabian Weiss           | 74°                    |
| UAE Team Emirates       | UAE Team Emirates       | UAE Team Emirates       | Decathlon AG2R La Mondiale | Decathlon AG2R La Mondiale | Decathlon AG2R La Mondiale | Intermarché-Wanty      | Intermarché-Wanty      | Intermarché-Wanty      |
| N°                      | Ciclista                | Clas.                   | N°                         | Ciclista                   | Clas.                      | N°                     | Ciclista               | Clas.                  |
| 91                      | António Morgado         | 35°                     | 101                        | Oliver Naesen              | R                          | 111                    | Hugo Page              | 128°                   |
| 92                      | Ivo Oliveira            | 84°                     | 102                        | Edvald Boasson Hagen       | 77°                        | 112                    | Adrien Petit           | R                      |
| 93                      | Rui Oliveira            | 20°                     | 103                        | Dries De Bondt             | 13°                        | 113                    | Laurenz Rex            | 48°                    |
| 94                      | Mikkel Bjerg            | 54°                     | 104                        | Sander De Pestel           | R                          | 114                    | Mike Teunissen         | 4°                     |
| 95                      | Luca Giaimi             | 75°                     | 105                        | Stan Dewulf                | 18°                        | 115                    | Taco van der Hoorn     | 28°                    |
| 96                      | Vegard S. Laengen       | 61°                     | 106                        | Damien Touzé               | 100°                       | 116                    | Gijs Van Hoecke        | 57°                    |
| 97                      | Michael Vink            | 83°                     | 107                        | Baptiste Veistroffer       | 104°                       | 117                    | Roel Sintmaartensdijk  | 50°                    |
| Cofidis                 | Cofidis                 | Cofidis                 | Team DSM-Firmenich PostNL  | Team DSM-Firmenich PostNL  | Team DSM-Firmenich PostNL  | TotalEnergies          | TotalEnergies          | TotalEnergies          |
| N°                      | Ciclista                | Clas.                   | N°                         | Ciclista                   | Clas.                      | N°                     | Ciclista               | Clas.                  |
| 121                     | Milan Fretin            | 37°                     | 131                        | Nils Eekhoff               | 115°                       | 141                    | Anthony Turgis         | 10°                    |
| 122                     | Piet Allegaert          | 122°                    | 132                        | Patrick Eddy               | 21°                        | 142                    | Thomas Bonnet          | 93°                    |
| 123                     | Aimé De Gendt           | 23°                     | 133                        | Alexander Edmondson        | R                          | 143                    | Fabien Doubey          | 88°                    |
| 124                     | Gorka Izagirre          | 124°                    | 134                        | Emīls Liepiņš              | 34°                        | 144                    | Thomas Gachignard      | 62°                    |
| 125                     | Nolann Mahoudo          | 26°                     | 135                        | Tim Naberman               | 103°                       | 145                    | Émilien Jeannière      | 89°                    |
| 126                     | Alexis Renard           | 5°                      | 136                        | Timo Roosen                | 130°                       | 146                    | Julien Simon           | 69°                    |
| 127                     | Ludovic Robeet          | 87°                     | 137                        | Julius van den Berg        | 126°                       |                        |                        |                        |
| Astana Qazaqstan Team   | Astana Qazaqstan Team   | Astana Qazaqstan Team   | Equipo Kern Pharma         | Equipo Kern Pharma         | Equipo Kern Pharma         | Q36.5 Pro Cycling Team | Q36.5 Pro Cycling Team | Q36.5 Pro Cycling Team |
| N°                      | Ciclista                | Clas.                   | N°                         | Ciclista                   | Clas.                      | N°                     | Ciclista               | Clas.                  |
| 151                     | Cees Bol                | 6°                      | 161                        | Urko Berrade               | 99°                        | 171                    | Jannik Steimle         | 111°                   |
| 152                     | Evgenij Fëdorov         | 113°                    | 162                        | Haimar Etxeberria          | 53°                        | 172                    | Fabio Christen         | 9°                     |
| 153                     | Michele Gazzoli         | 95°                     | 163                        | Francisco Galván           | 135°                       | 173                    | Tobias Ludvigsson      | 72°                    |
| 154                     | Dmitrij Gruzdev         | R                       | 164                        | Pau Miquel                 | 63°                        | 174                    | Jan Sommer             | 131°                   |
| 155                     | Michael Mørkøv          | 121°                    | 165                        | Mikel Retegi               | 133°                       | 175                    | Rory Townsend          | 114°                   |
| 156                     | Alessandro Romele       | 33°                     | 166                        | Antonio Jesús Soto         | 134°                       | 176                    | Nickolas Zukowsky      | 123°                   |
| 157                     | Ivan Smirnov            | 102°                    | 167                        | Diego Uriarte              | 65°                        |                        |                        |                        |
| Bingoal WB              | Bingoal WB              | Bingoal WB              | St Michel-Mavic-Auber93    | St Michel-Mavic-Auber93    | St Michel-Mavic-Auber93    | Van Rysel-Roubaix      | Van Rysel-Roubaix      | Van Rysel-Roubaix      |
| N°                      | Ciclista                | Clas.                   | N°                         | Ciclista                   | Clas.                      | N°                     | Ciclista               | Clas.                  |
| 181                     | Luca De Meester         | 73°                     | 191                        | Alexandre Delettre         | 14°                        | 201                    | Samuel Leroux          | 129°                   |
| 182                     | Louis Blouwe            | R                       | 192                        | Nicolas Breuillard         | 108°                       | 202                    | Rémi Capron            | 90°                    |
| 183                     | Cériel Desal            | R                       | 193                        | Romain Cardis              | 110°                       | 203                    | Maxime Jarnet          | 56°                    |
| 184                     | Jens Reynders           | 71°                     | 194                        | Dillon Corkery             | 81°                        | 204                    | Maximilien Juillard    | 117°                   |
| 185                     | Nathan Vandepitte       | 78°                     | 195                        | Joris Delbove              | 25°                        | 205                    | Jérémy Leveau          | R                      |
| 186                     | Loïc Vliegen            | 82°                     | 196                        | Jérémy Lecroq              | R                          | 206                    | Valentin Tabellion     | 85°                    |
| 187                     | Hugo Wertz              | FT                      | 197                        | Morné Van Niekerk          | 32°                        |                        |                        |                        |
| CIC U Nantes Atlantique | CIC U Nantes Atlantique | CIC U Nantes Atlantique | Nice Métropole Côte d'Azur | Nice Métropole Côte d'Azur | Nice Métropole Côte d'Azur |                        |                        |                        |
| N°                      | Ciclista                | Clas.                   | N°                         | Ciclista                   | Clas.                      |                        |                        |                        |
| 211                     | Maël Guégan             | 67°                     | 221                        | Jean-Louis Le Ny           | R                          |                        |                        |                        |
| 212                     | Pierre-Henry Basset     | 15°                     | 222                        | Jonathan Couanon           | 112°                       |                        |                        |                        |
| 213                     | Enzo Boulet             | 132°                    | 223                        | Damien Girard              | R                          |                        |                        |                        |
| 214                     | Clément Braz Afonso     | 80°                     | 224                        | Alexander Konijn           | 116°                       |                        |                        |                        |
| 215                     | Antoine Hue             | 66°                     | 225                        | Andrea Mifsud              | 42°                        |                        |                        |                        |
| 216                     | Matisse Julien          | 39°                     | 226                        | Axel Zuccarelli            | 86°                        |                        |                        |                        |
| 217                     | Robin Plamondon         | R                       |                            |                            |                            |                        |                        |                        |